# Kuohu-Vesanka
Kuohu-Vesanka est un  district de Jyväskylä en Finlande.

## Description
Kuohu-Vesanka comprend les quartiers suivants: Vesanka, Kuohu et Varsalanperä ainsi que la zone statistique de Kuohu-Vesanka.

## Lieux et monuments

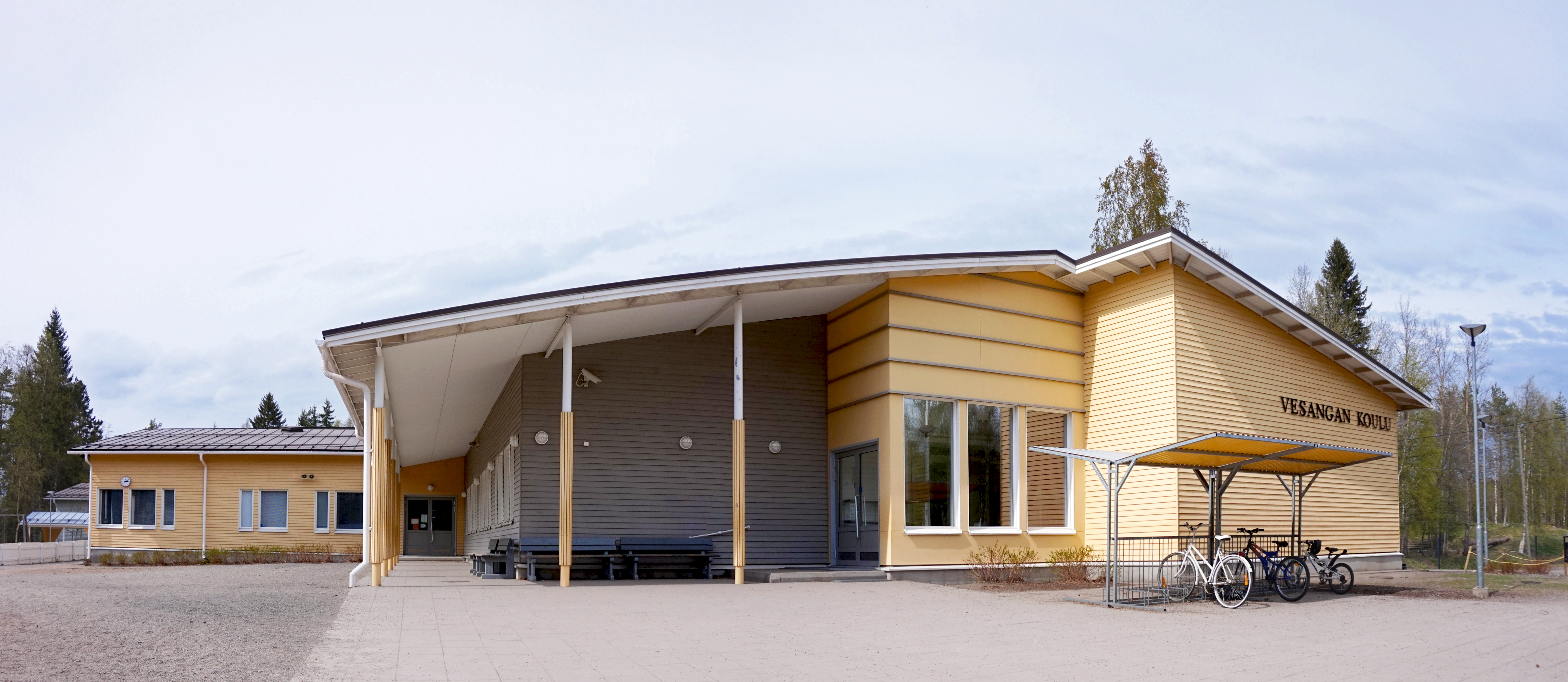
École de Vesanka.
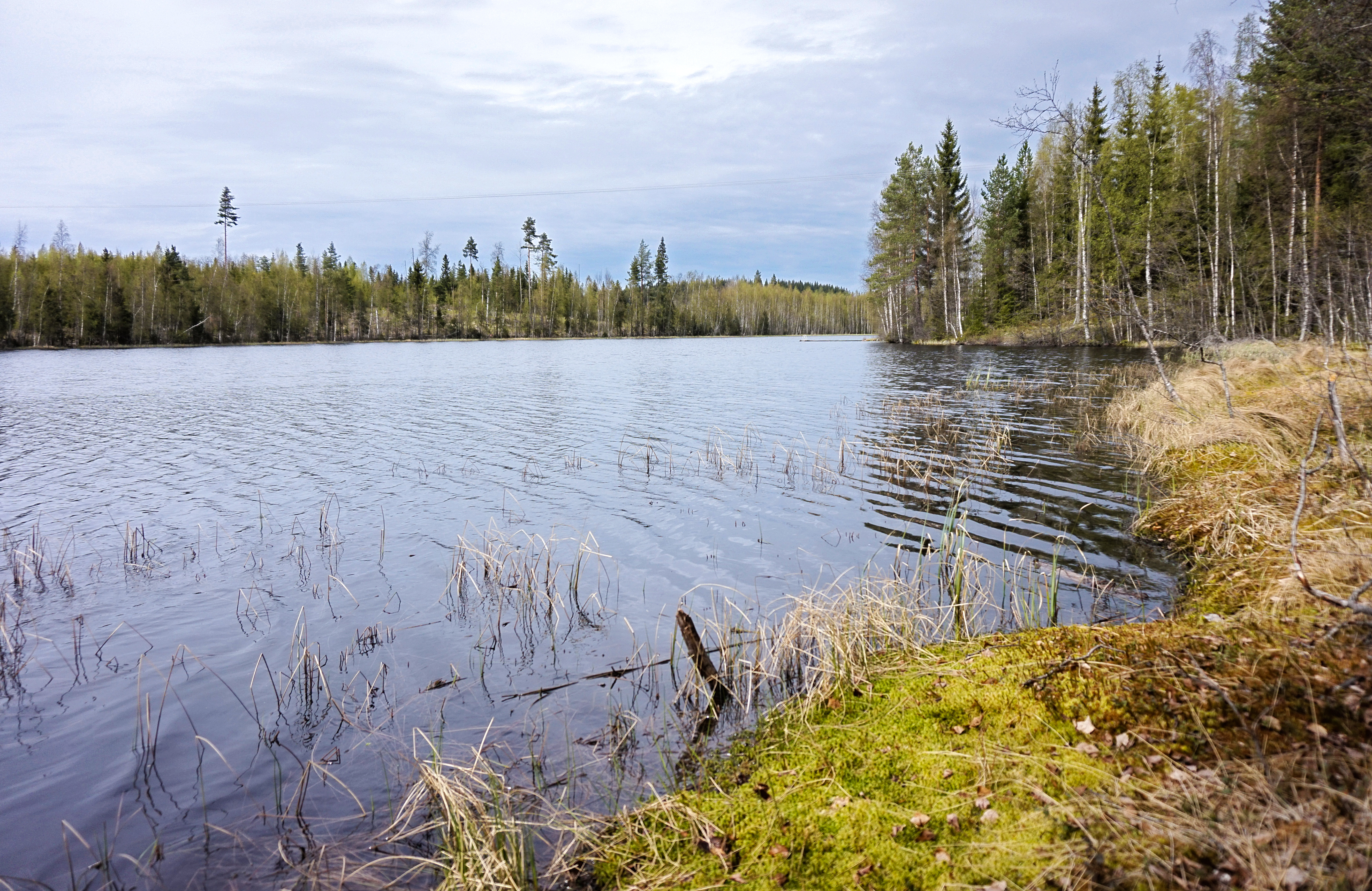
Tuhkuri.

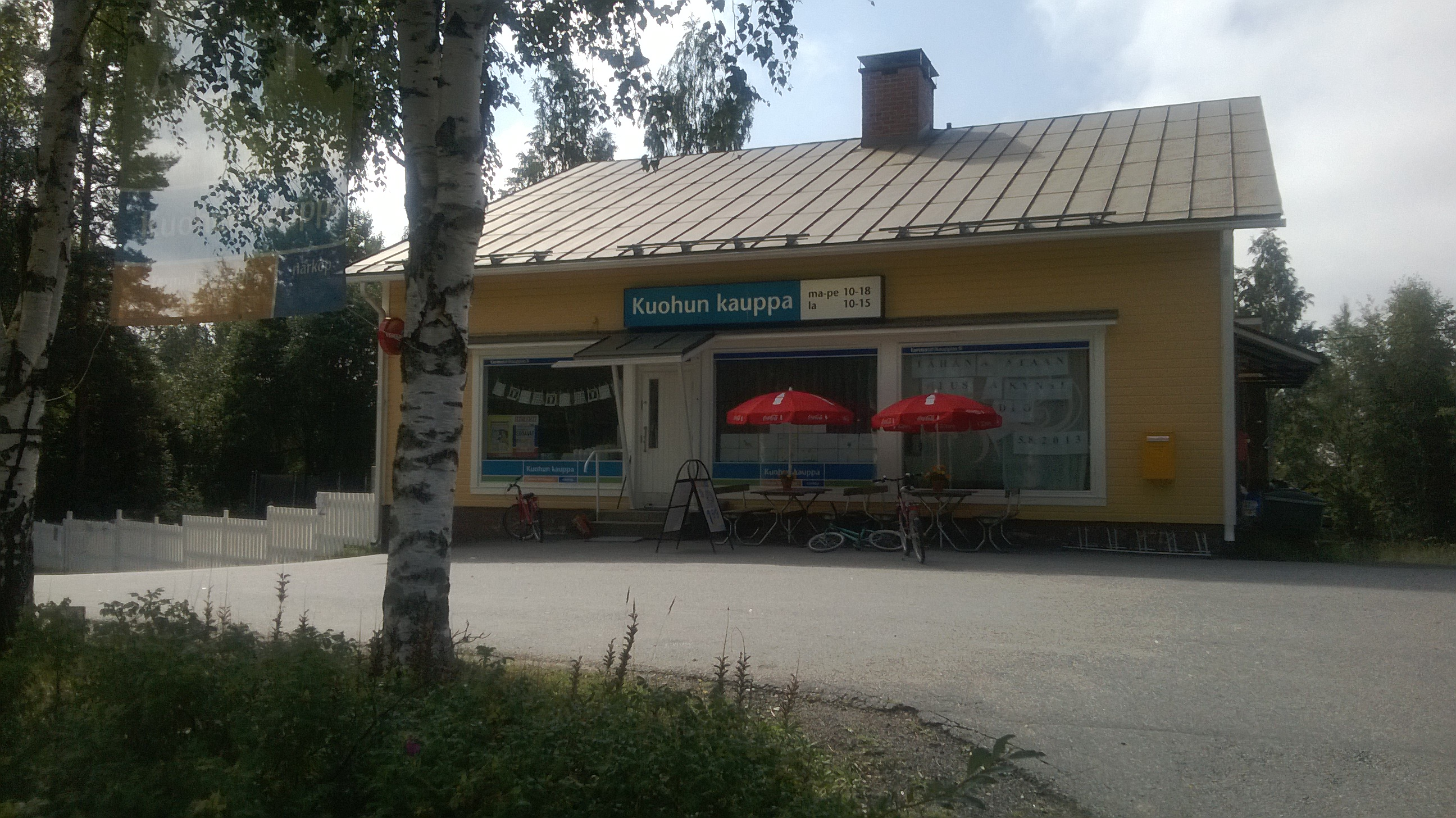
Magasin de Kuohu.
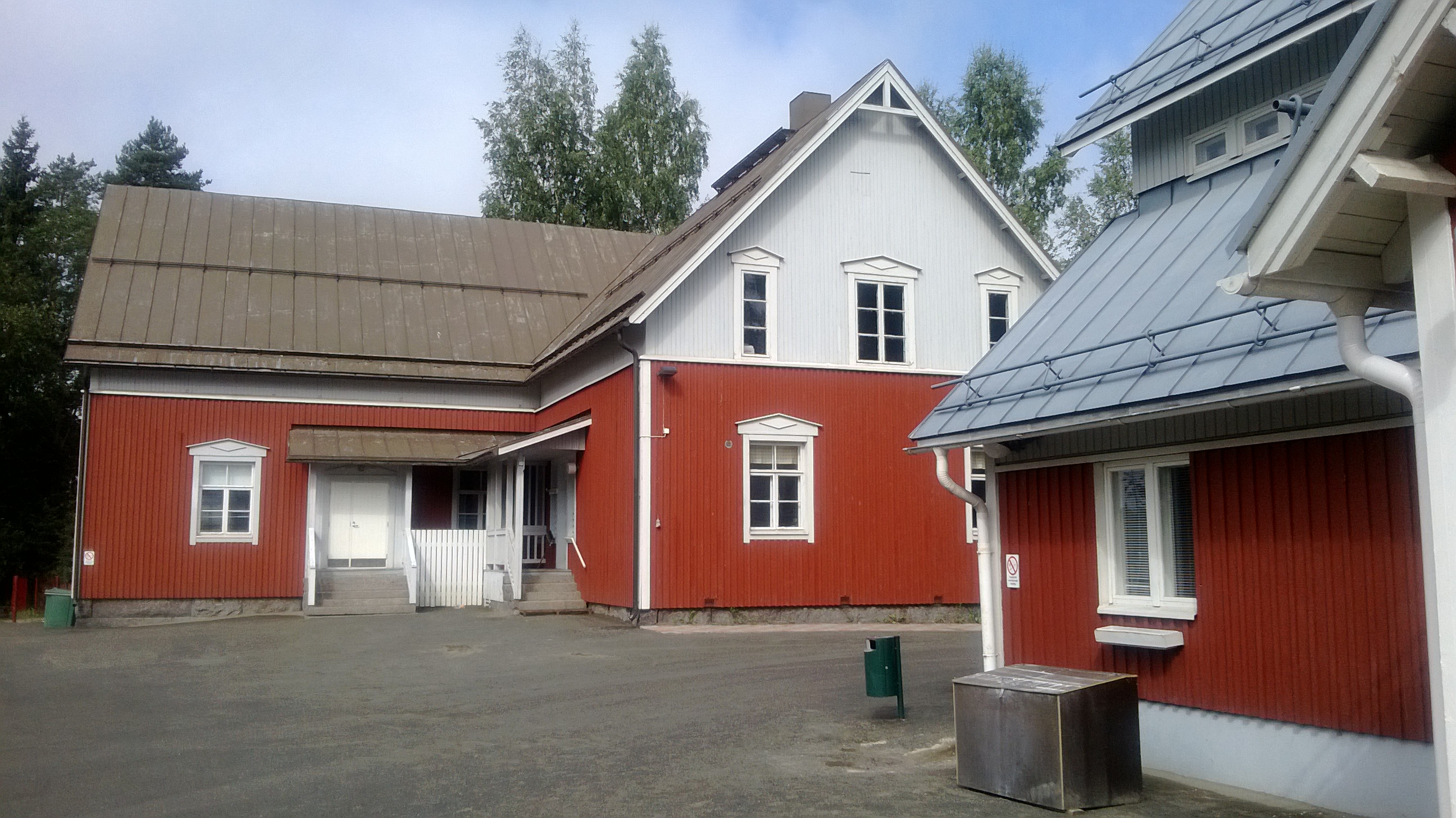
École de Kuohu.